# Eiji Tsuburaya
Eiji Tsuburaya (円谷 英二, Tsuburaya Eiji, Sukagawa, 7 de julho de 1901 — Ito, 25 de janeiro de 1970), nascido como Eiichi Tsumuraya (円谷 英一, Tsumuraya Eiichi), foi um diretor japonês, especializado em efeitos especiais, responsável por inúmeros filmes de ficção científica, incluindo filmes de Godzilla. Também é conhecido por ser o principal autor da série Ultraman.
Entre seus trabalhos como especialista de efeitos especiais incluem Godzilla vs. the Sea Monster (1966), King Kong Escapes (1967) e Son of Godzilla (1967).
Como diretor, participou em filmes como Ultra Q (1965), Ultraman (1966) e Ultraseven (1967).

## Biografia
Nascido em Sugasawa, na prefeitura de Fukushima, e órfão desde pequeno, Tsuburaya foi uma criança que cresceu fascinada por aviação e modelismo. Ainda no colegial, desenvolveu interesse por fotografia e, aos 18 anos, começou a trabalhar como assistente de filmagem na Nippon Katsudou Shashin Kabushiki-kaisha, de Kyoto, depois conhecida como Nikkatsu. 
Embora a religião tradicional da família de Tsuburaya seja o Budismo de Nitiren, Tsuburaya foi convertido ao catolicismo romano em seus últimos anos (sua esposa já tinha sido uma católica praticante).
Na primeira metade da década de 1920, trabalhou nos estúdios Shochiku, Ogasawara Productions e Kinegasa Film Union. E de auxiliar de filmagens, uma espécie de "faz-tudo", passou a ser cameraman em tempo integral. Inovador, criativo e curioso, Tsuburaya começou a sugerir melhorias nos processos de filmagem e edição de imagens nos filmes onde trabalhava, tentando repetir ou aperfeiçoar inovações que ele acompanhava no cinema norte-americano. Era particularmente fascinado pelo personagem King Kong, o clássico de 1933.

Eiji casou-se aos 29 anos e seu primeiro filho foi Hajime Tsuburaya (talentoso diretor das primeiras séries), que por sua vez seria pai de Hiroshi Tsuburaya (o ator da série Sheider), todos já falecidos.
Na década de 1930, começou a desenvolver experiências arrojadas, usando câmeras montadas em trilhos, iluminação especial, sobreposição de imagens, fumaça para criar atmosferas específicas e muitas outras inovações. Começou a utilizar filmagens com projeção frontal ou por trás, o que permitia interagir atores com cenas filmadas em separado, criando qualquer tipo de trucagem realista com imagens combinadas. Maquetes detalhadas e cargas explosivas eram usadas com grande precisão.
Durante os anos da Segunda guerra sino-japonesa e logo depois a Segunda Guerra Mundial, dirigiu numerosos filmes de propaganda e foi encarregado dos efeitos especiais para toda a produção cinematográfica para o conjunto do escritório de propaganda, que havia sido criada pelo governo imperial.
Colaborou com o diretor Ishirô Honda no épico de monstros Godzilla (1954), filme que se tornou sucesso internacional com o dinossauro mutante Gojira e se tornou uma série de 12 longa-metragens, produzidos ao longo de 50 anos, simbolizando um ícone da cultura japonesa. 
Depois do êxito internacional com seu longa, Godzilla (1954), ele comentou:
| “ | "Quando trabalhava nos estúdios Nikkatsu, King Kong estreou em Kyoto e eu nunca pude esquecer daquele filme. Eu pensei: "Um dia eu vou fazer um filme de monstro como esse..." | ” |

O talento de Tsuburaya o levou a ser diretor da empresa de efeitos especiais SFX, onde trabalhou em diversos filmes, entre eles The H-Man (1958), Densô ningen (1960), Mothra (1961), King Kong versus Godzilla (1962) e Matango (1963). Ao final de sua vida, abriu sua própria produtora, Tsuburaya Productions, onde criou o personagem Ultraman, conhecido em séries de TV e filmes na década de 60.
Tsuburaya faleceu em 25 de janeiro de 1970, de um ataque do coração em Shizuoka, no Japão.

## Reconhecimento
Em honra do 114º aniversário do seu nascimento, o Google fez um doodle animado da sua habilidade com efeitos especiais em 7 de julho de 2015.

## Filmografia

### Efeitos Especiais
- Atarashiki Tsuchi (1937)
- Kaigun Bakugeki-tai (1940)
- Moyuru ōzora (1940)  (1940)
- Shiroi Hekiga (1942)
- Nankai No Hanataba (1942)
- Tsubasa No Gaika (1942)
- Hawai Mare oki kaisen (1942)
- Ahen senso (1943)
- Ongaku Dai-Shingun (1943)
- Hyoroku Yume-Monogatari (1943)
- Otoko (1943)
- Ano hata o ute (1944)
- Kato hayabusa sento-tai (1944)
- Tokyo Gonin Otoko (1945)
- Urashima Taro No Koei (1946)
- A Thousand and One Nights with Toho (1947)
- Hana Kurabe Tanuki Goten (1949)
- Invisible Man Appears (1949)
- The Lady of Musashino (1951)
- The Skin of the South (1952)
- Ashi Ni Sawatta Onna (1952)
- The Man Who Came to Port (1952)
- Anatahan (1953)
- Seishun Zenigata Heiji (1953)
- The Eagle of the Pacific (1953)
- Aijin (1953)
- Sound of the Mountain (1954)
- Farewell Rabaul (1954)
- Samurai 1: Musashi Miyamoto (1954)
- Godzilla  (1954)
- Tomei Ningen (1954) –
- Ginrin (1955)
- Godzilla Raids Again (1955)
- Half Human (1955)
- Meoto zenzai (1955)
- Godzilla, King of the Monsters! (1956)
- Legend of the White Snake (1956)
- Rodan! The Flying Monster (1956)
- Throne of Blood (1957)
- The Mysterians (1957)
- Song for a Bride (1958)
- The H-Man (1958)
- Varan the Unbelievable (1958)
- The Hidden Fortress (1958)
- Songoku: The Road To The West (1959)
- Submarine I-57 Will Not Surrender (1959)
- The Birth of Japan (1959)
- Battle in Outer Space (1959)
- The Secret of the Telegian (1960)
- Storm Over the Pacific (1960)
- Osaka Jo Monogatari (1961)
- Mothra (1961)
- Blood On The Sea (1961)
- Gen To Fudomyo-O (1961)
- The Last War (1961)
- Gorath (1962)
- Kurenai No Sora (1962)
- King Kong vs. Godzilla (1962)
- Chushingura: Hana no Maki, Yuki no Maki (1962)
- Varan the Unbelievable (1962)
- Attack Squadron! (1963)
- Chintao Yosai Bakugeki Meir Ei (1963)
- Matango (1963)
- The Lost World of Sinbad (1963)
- Atragon (1963)
- Shikonmado – Dai Tatsumaki (1964)
- Kyomo Ware Ozorami Ari (1964)
- Mothra vs. Godzilla (1964)
- Dogora, the Space Monster (1964)
- Ghidorah, the Three-Headed Monster (1964)
- None but the Brave (1965)
- War-Gods of the Deep (1965)
- Taiheiyo Kiseki No Sakusen: Kisuka (1965)
- Frankenstein Conquers the World (1965)
- Crazy Adventure (1965)
- Dr. Goldfoot and the Bikini Machine (1965)
- Invasion of Astro-Monster (1965)
- Ironfinger (1965)
- War of the Gargantuas (1966)
- Zero Faita Dai Kusen (1966)
- Godzilla vs. the Sea Monster (1966)[1]
- King Kong Escapes (1967)
- Son of Godzilla (1967) [2]
- Destroy All Monsters (1968)
- Rengō Kantai Shirei Chōkan: Yamamoto Isoroku (1968)
- Kureji No Daibakuhatsu (1969)
- Latitude Zero (1969)
- The Battle of the Japan Sea (1969)
- All Monsters Attack (1969)
- Ultraman (1979 )
- Ultraman: Great Monster Decisive Battle (1979)

### Cinematografia
- Giketsu (1925)
- Kaito Samimaro (1928) (creditado como Eiichi Tsuburaya)
- Kagaribi (1928) (creditado como Eiichi Tsuburaya)
- Castle Of Wind And Clouds (1928) (creditado como Eiichi Tsuburaya)
- Nogitsune Sanji  (1930) (creditado como Eiichi Tsuburaya)
- Shintei Shiobara Tasuke (1930)
- Fubuki Ni Sakebu Okami (1931) (creditado como Eiichi Tsuburaya)
- Beni-Komori – Dai Ippen (1931)
- Beni-Komori – Dai Nihen: Yuyaku Kessen No Maki (1931)
- Beni-Komori – Dai Sampen: Ketsurui Tonami Chohachiro No Maki (1931)
- Hyakuman-nin No Gassho (1935)
- Kaguya Hime (1935)
- Sekido Koete (1936)
- Major Nango (1938)
- Kodo Nippon (1940)
- Tomei Ningen (1954)

### Produção
- Ultra Q (1965)
- Ultraman (1966)
- Full Length Monster Movie: Ultraman (1967)
- Ultra Seven (1967)
- Mighty Jack (1968)
- Operation: Mystery! (1968)
- Kyofu Gekijo Umbalance (1973)

### Direção
- Major Nango (1938)
- Sekido Koete (1936)

### Outros trabalhos
- Kodo Nippon (1940) – (editor)
- Ultra Q No Oyaji (1966) – (como ele mesmo)
- Latitude Zero (1969) – (gerente de produção)